# Ossaea microphylla
Ossaea microphylla är en tvåhjärtbladig växtart som först beskrevs av Olof Swartz, och fick sitt nu gällande namn av Charles Wright. Ossaea microphylla ingår i släktet Ossaea och familjen Melastomataceae. Inga underarter finns listade i Catalogue of Life.